# Monument Island
Monument Island – niezamieszkana wyspa w Zatoce Frobishera, w Archipelagu Arktycznym, w regionie Qikiqtaaluk, na terytorium Nunavut, w Kanadzie. W pobliżu Monument Island położone są wyspy: Cairn Island, Long Island, Mair Island, McLaren Island i Qarsau Island.